# فرانچسکو کیکی
فرانچسکو کیکی (ایتالیایی: Francesco Chicchi؛ زادهٔ ۲۷ نوامبر ۱۹۸۰) دوچرخه‌سوار اهل ایتالیا است.

## باشگاهی
از باشگاه‌هایی که در آن رکاب زده‌است می‌توان به اندرونی جوکاتولی–سیدرمک، ویلیر تریستینا–سله ایتالیا، فاسا بورتولو، تیم کوئیک‌استپ فلورز، لیکویگاس، و تیم کوئیک‌استپ فلورز اشاره کرد.